# Кемпен, Герард
Герард Кемпен (нидерл. Gerard A. M. Kempen) — голландский психолингвист, с 1992 года профессор когнитивной психологии в Лейденском университете (эмерит с 2008), c 1999 года научный сотрудник Института психолингвистики Общества Макса Планка. В 1970 году защитил степень PhD в Университете Неймегена.

## Ключевые публикации
1. Gerard Kempen, Pieter Huijbers. The lexicalization process in sentence production and naming: Indirect election of words // Cognition. — 1983. — Vol. 14, № 2. — P. 185-209.
2. Gerard Kempen, Edward Hoenkamp. An incremental procedural grammar for sentence formulation // Cognitive science. — 1987. — Vol. 11, № 2. — P. 201-258.
3. Theo Vosse, Gerard Kempen. Syntactic structure assembly in human parsing: a computational model based on competitive inhibition and a lexicalist grammar // Cognition. — 200. — Vol. 75, № 2. — P. 105-143.